# Campionato balcanico maschile di pallacanestro 1969
L'11º Campionato Balcanico Maschile di Pallacanestro, si è disputato a Salonicco, in Grecia, tra il 1° e il 5 settembre 1969.
Le medaglie d'argento e di bronzo furono assegnate in base alla differenza punti negli scontri diretti, dato che Grecia, Romania e Bulgaria terminarono a parimerito.

## Risultati
|    | Nazionale  | G | V | P | PF  | PS  | Diff.    |
| -- | ---------- | - | - | - | --- | --- | -------- |
| 1. | Jugoslavia | 4 | 4 | 0 | 327 | 289 | +38      |
| 2. | Grecia     | 4 | 2 | 2 | 299 | 282 | +17 (+9) |
| 3. | Romania    | 4 | 2 | 2 | 281 | 277 | +4 (-3)  |
| 4. | Bulgaria   | 4 | 2 | 2 | 311 | 300 | +11 (-6) |
| 5. | Turchia    | 4 | 0 | 4 | 249 | 319 | -70      |

## Classifica finale
| -  | Paese      | Formazione |
| -- | ---------- | ---------- |
|    | Jugoslavia |            |
|    | Grecia     |            |
|    | Romania    |            |
| 4. | Bulgaria   |            |
| 5. | Turchia    |            |